# Musarm

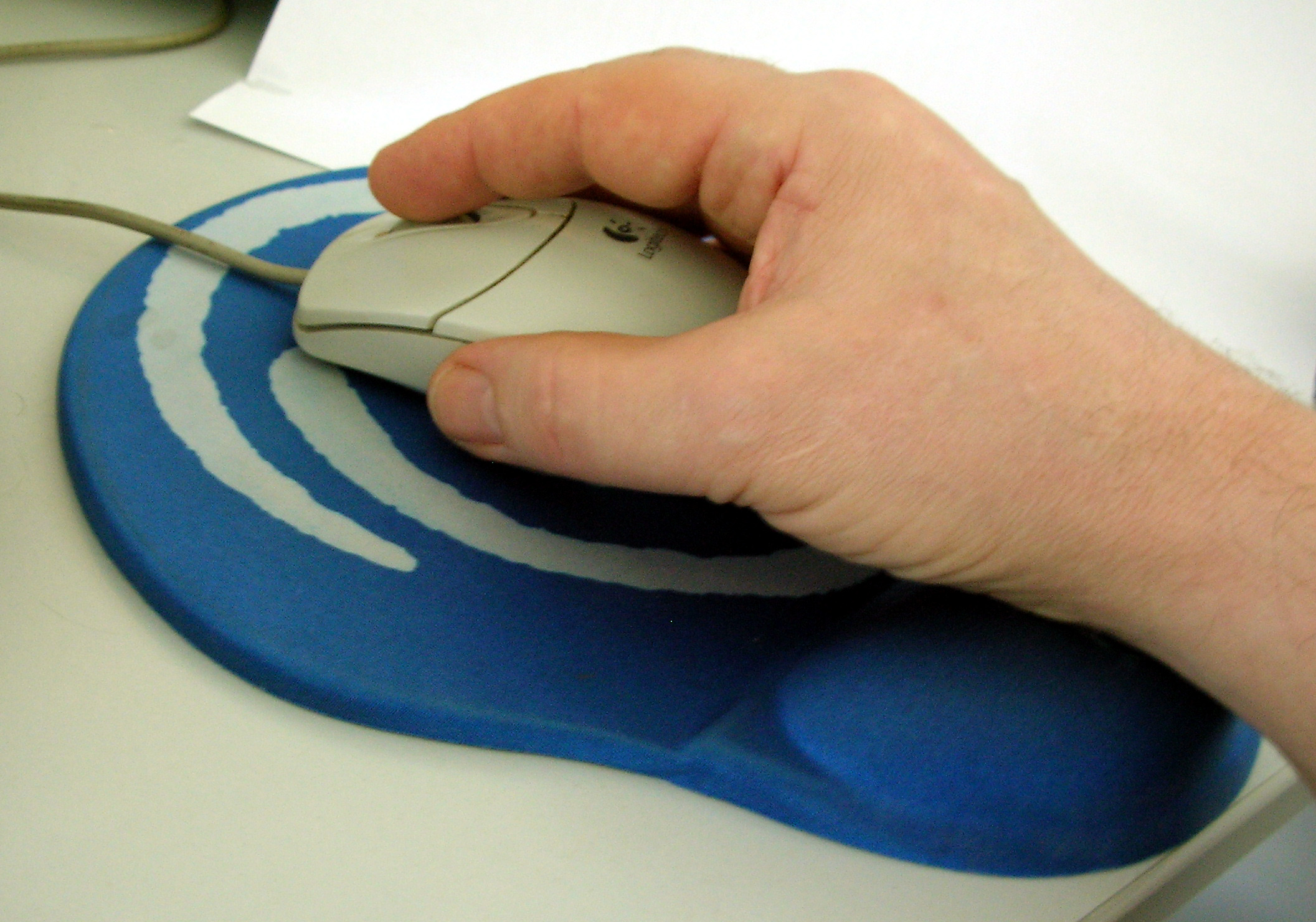
Musmatta med inbyggd kudde för bättre ergonomi.

Musarm är ett samlingsnamn för värk och stelhet i arm, nacke, axlar, rygg, handled och fingrar. Besvären beror bland annat på låsta monotona arbetsställningar då musklerna ansträngs ensidigt under en lång period, till exempel vid datoranvändning. 
Enligt en studie från Arbetsmiljöverket 2010 beträffande arbetstagares arbete framför bildskärm eller dator hade 2,8 procent av kvinnorna och 1,2 procent av männen problem med musarm. Andra studier talar om att i vissa grupper har cirka fem procent besvär.
Den främsta orsaken till muskelsmärtor i samband med musarm är att muskler eller muskelfästen blivit överansträngda och inflammerade på grund av långvarig ensidig belastning. Ofta kan värken minskas genom att gå ifrån sin arbetsplats en liten stund, så att de muskler som i vanliga fall ansträngs får möjlighet att vila. Arbetsmiljöverket rekommenderar personer som arbetar med mus eller tangentbord att använda handlovsstöd. Genom att variera arbetsuppgifter och kroppsställning och inte sitta fast vid datorn för långa pass får musklerna en möjlighet att vila och de drabbas inte av överansträngning. 
Musarmsbesvär kan uppträda på flera olika ställen i armar och händer.  En vanlig variant är lateral epikondylit, även kallat "tennisarmbåge", som ger smärta på armbågens utsida.  Även axlar och handleder (karpaltunnelsyndrom) är utsatta.
Genom att ta korta pauser och göra diverse stretchningsövningar med jämna mellanrum kan man minska den monotona belastningen av musklerna. I många fall ger man även antiinflammatorisk medicin.  Det finns också alternativ till att använda en vanlig datormus som kan vara skonsammare, till exempel styrkula, styrplatta eller styrlist.